# ドンパッパ
ドンパッパは、じゃんけんから派生した遊び。二人で遊ぶ。軍艦じゃんけんと似ているが、違う遊びである。主に西日本で広まっているが、ドンセッセ（主に四国地方）、ドンチッチ、ドンパ、グリンピースじゃん、グリンピース、と呼ばれている地域もある。全国的（主に東日本）にはグリンピースの名称で遊ばれている。

## ルール
「手」の構成はじゃんけんと同じ。ただし、グーは「グリン」、チョキは「チリン（チョリン）」、パーは「パリン」と呼び方が変わる。

### 最初のかけ声
まずは「ドンパッパ」のかけ声でじゃんけんを行う。「ドン」でお互いの右手を打ち合い、「パッパ」で互いの「手」を2回出しあう。2回目に出した「手」で勝敗が決まるまでこのじゃんけんを繰り返す。
グリンピースの場合は、「グリン」のかけ声でじゃんけんを行い、「ピース」で互いの「手」を1回出し合う。勝敗が決まるまで繰り返す。
名称・地域によっては、お互いの右手を打つ場合と打たない場合がある。
勝ったほうが先攻、負けたほうが後攻となる。

### 「手」を3回出し合う
先攻側が「グリン」「チリン（チョリン）」「パリン」いずれかの「手」を声を出しながら３回出す。後攻側も、先攻側のリズムに合わせていずれかの「手」を3回出す。
かけ声は「現在の自分の手、現在の自分の手、次の自分の手」となる。地域によっては「現在の自分の手、ランダム、次の自分の手」となる場合もある。3連続で同じ「手」を出しても構わない。
例:「グリン、グリン、パリン」→「パリン、パリン、パリン」→「パリン、パリン、チリン(チョリン)」→……
次の自分の手でお互いが「あいこ」にならなければ、先攻と後攻が入れ替わってこのかけ声を繰り返す。

### 「あいこ」で勝敗が決まる
「あいこ」になったとき、先に「ドン！」と言ったほうが勝ちとなる。

### ローカルルール
(関西)*言い間違えて「あいこ」でもないのに「ドン！」と言ってしまったら、負けとなる。
(四国)*かけ声の「手」と実際に出している「手」がチグハグになってしまったら、負けとなる。
地域によっては、もう一度やり直したり、相手の番に変わったりしてそのまま続行する場合がある。

## バリエーション・派生ゲーム
地域によってゲーム名や使用する掛け声にはバリエーションが存在する。また、ゲーム名や掛け声がドンパッパと大きく異なると、別のゲームとみなされる場合がある。
- ドンパッパ
  - 最初の掛け声は「ドンパッパ」
  - グーは「グリン」、チョキは「チョリン(チュリン)」、パーは「パリン」
  - あいこになった時の掛け声は「ドン！」
- グリンピース（主に東日本）
  - 最初の掛け声は「グリンピース」
  - グーは「グリン」、チョキは「チョリン(チュリン)」、パーは「パリン」
  - あいこになった時の掛け声は「ドン」。
- ドンセッセ（主に四国地方）
- ドンチッチ
- ドンパ
- グリンピースじゃん
- カレーライス
  - 最初の掛け声は「カレーライス」。「ライス」でお互いが手を出す。
  - グーは「グー辛」、チョキは「チョー辛（チー辛、中辛）」、パーは「パー辛」と呼び替えられる。
  - 「あいこ」になったときの掛け声は「水」。
- お菓子（3時のおやつ、お菓子屋さん）
  - 最初の掛け声は「お菓子（3時のおやつ、お菓子屋さん）」。
  - グーは「グミ」、チョキは「チョコ」、パーは「パフェ」と呼び替えられる。
  - 「あいこ」になったときの掛け声は「虫歯」、「あまい」、「ごちそうさま」「おいしい」「おかわり」「ジュース」。